# Tuneweaving
Tuneweaving (lanzado como Tie a Yellow Ribbon en el Reino Unido) es el tercer álbum del grupo de música pop estadounidense Dawn (Tony Orlando, Telma Hopkins y Joyce Vincent Wilson) lanzado en 1973 por Bell Records.
La canción Tie a Yellow Ribbon Round the Ole Oak Tree alcanzó el número uno tanto en los Estados Unidos como en el Reino Unido. En términos de ventas, este sencillo fue el más exitoso en la carrera del grupo. Otra canción, "You're a Lady" del cantante y compositor inglés Peter Skellern, alcanzó el número 70 en las listas de Estados Unidos. El grupo cambió su nombre a "Tony Orlando and Dawn" a mediados de 1973. 

## Lista de canciones
Lado 1
1. "Freedom for the Stallion" (Allen Toussaint) – 3:25
2. "Jolie" (Al Kooper) – 3:17
3. "When We All Sang Along" (Richard Snyder) - 3:26
4. "Runaway/Happy Together" (Del Shannon, Max Crook / Alan Gordon, Gary Bonner) – 3:38
5. "Easy Evil" (Alan O'Day) - 3:27

Lado 2
1. "Tie a Yellow Ribbon Round the Ole Oak Tree" (Irwin Levine, L. Russell Brown) – 3:20
2. "You're a Lady" (Peter Skellern) – 4:45
3. "Lazy Susan" (Thomas Bell, Linda Creed) – 2:45
4. "Watch a Clown Break Down" (Dave Appell, Sandy Linzer) – 2:54
5. "I Can't Believe How Much I Love You" (Ardith Polley) - 2:55
6. "I Don't Know You Anymore" (Sandy Linzer, Stephen Reinhardt) - 3:10

## Músicos
- Allan Schwartzberg - batería
- Bob Mann, Jerry Friedman, Dave Appell - guitarra
- Stu Woods, Kirk Hamilton - bajo
- Frank Owens, Jon Stroll, Mitch Margo - teclados
- Jimmy Maelen, Hank Medress, George Devons - percusión
- Gene Bianco - arpa
- Gilbert Chimes - armónica
- New York Strings
- New York Horns

## Voces
- Tony Orlando - voz principal
- Telma Louise Hopkins - coros, protagonista de "I Don't Know You Anymore"
- Joyce Vincent Wilson - coros, protagonista de "Easy Evil"
- Pamela Vincent (hermana de Joyce) - coros
- Grupo Vocal Foundation

## Producción
- Grabado en Century Sound Studio, Nueva York.
- Productores: Hank Medress, Dave Appell y The Tokens
- Ingenieros: Bill Radice, Tom Cloeman
- Masterización: Media Sound, Nueva York